# Palazzo del vescovo dei Mezzani
Il palazzo del Vescovo di Mezzano Superiore era una residenza del vescovo di Parma che fu fino al 1763 conte del feudo dei Mezzani.

## Storia
L'imperatore Carlo il Grosso nell'880 concesse al vescovo di Parma le rive dei fiumi Po, Parma, Enza e Taro e le isole che si trovavano in essi. Tali privilegi furono poi confermati da Ottone III nel 973 e da Enrico VI nel 1195.  Per tale motivo, Mezzano Superiore e Mezzano Inferiore, formatisi inizialmente come isole del Po, divennero automaticamente possedimenti dell'episcopato. Quando questi nuovi territori si unirono alla riva parmense, il vescovo volle favorirne il popolamento, dandone i terreni in enfiteusi a quei contadini che si fossero impegnati a dissodarli e bonificarli. Si trattava di vero e proprio stato autonomo con un podestà nominato dall'episcopato parmense che amministrava il territorio e la giustizia. 

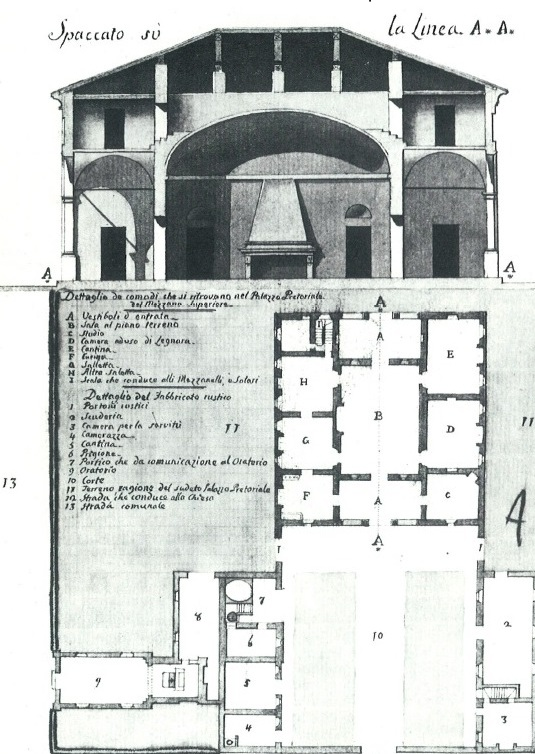
Pianta e sezione di progetto del palazzo

Nel XVI secolo monsignor Ferdinando Farnese vescovo di Parma dal 1573 al 1606 ordinò la costruzione di un palazzo a Mezzano Superiore. Questo edificio non fu mai definitivamente terminato, ma da alcuni disegni dell'epoca sarebbe dovuto diventare grandioso.  Nel palazzo dimorava il vescovo durante le sue visite e il podestà vi abitava e vi esercitava le sue funzioni.
Nello stesso edificio si trovavano anche il bargello, una piccola guarnigione, l'archivio e le carceri e nel cortile antistante erano dislocate scuderie per otto cavalli e rimesse. Gli osservatori dell'epoca lo definiscono «di struttura forte, ben disposto ed assai comodo per un buon numero di gente».
Altre testimonianze definiscono il palazzo come «un comodo ritiro raggiungibile nello spazio di tre ore ed anche meno… agiatamente dalla città senz'alcuna remora ed intoppo di cattivi passi o di fiumi e torrenti. I vescovi restano ivi assai bene serviti di Chiesa, d'ampia abitazione e di viveri. Vi godono ancora il divertimento del Po e della pescagione. Vi è un'aria temperata, né la Chiesa di Parma ha altro comodo d'abitazione in campagna che questo…». Va detto inoltre che in tempi di guerra poteva essere un rifugio sicuro non lontano dalla «considerabilissima parte di diocesi che si stende ne' stati di Modena e a poca distanza dalla città».

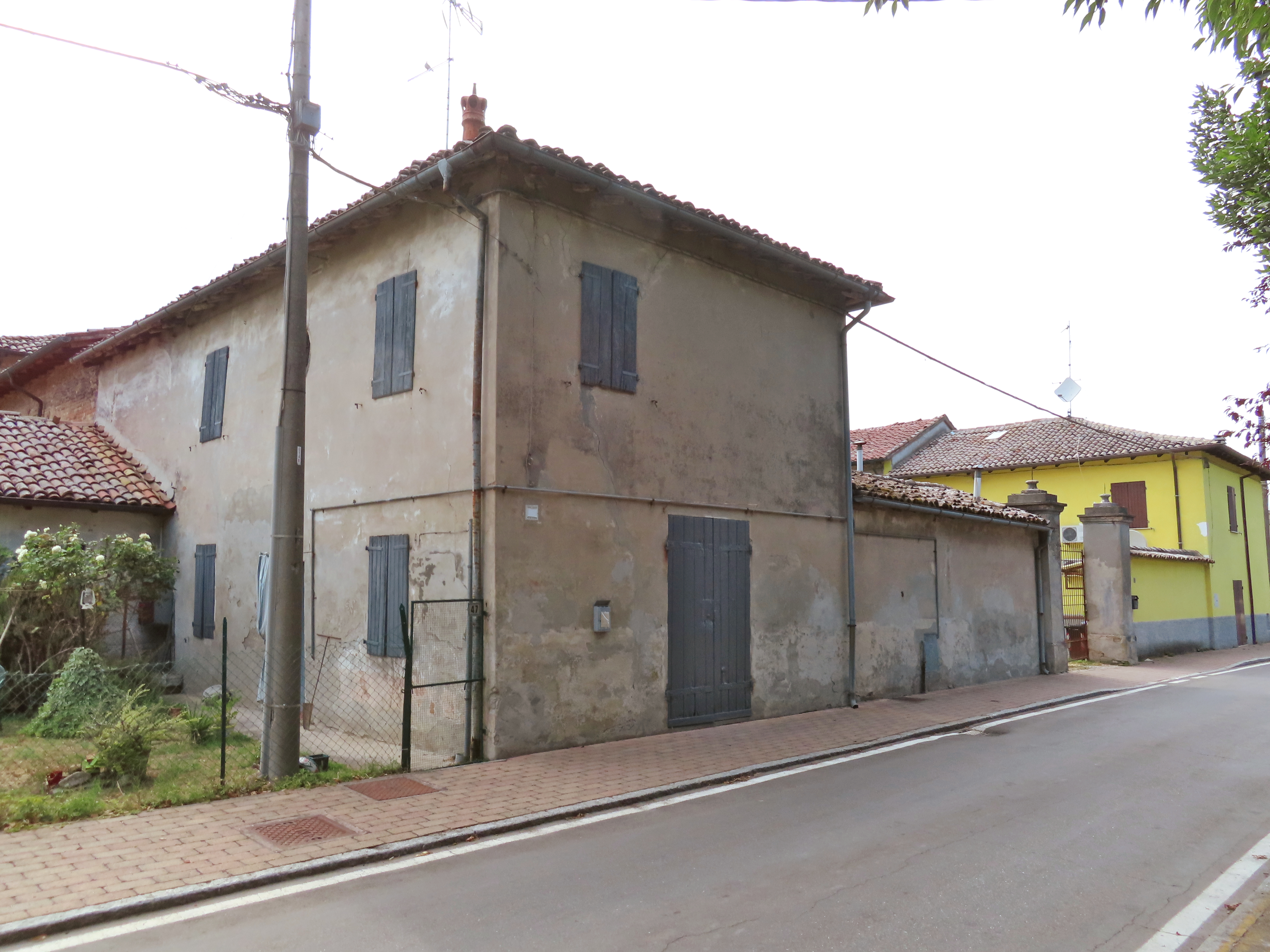
Ala sud

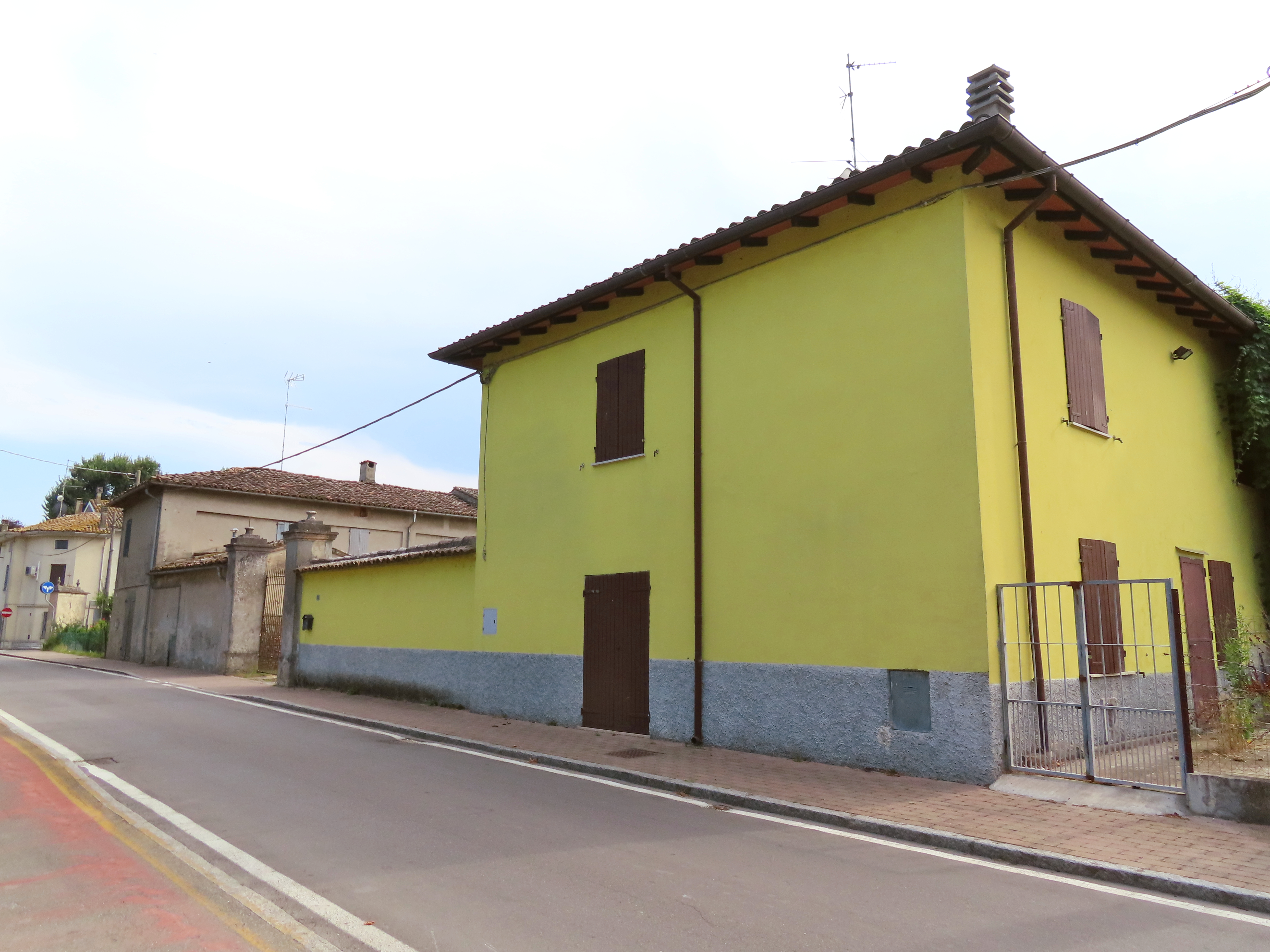
Ala nord

Accanto al palazzo, nel 1575 il vescovo Farnese fece erigere l'oratorio di San Rocco. Poiché il denaro utilizzato per la sua costruzione proveniva dalle sanzioni inflitte ai trasgressori della legge di esso si diceva iniquitates peccatorum fabricaverunt me. 
Nel 1763 con il passaggio dei Mezzani al Ducato di Parma il palazzo perse le sue funzioni pubbliche e fu in seguito alienato passando in mano a privati. 
Anche se rimaneggiato nel corso degli anni, dopo essere stato destinato ad altri usi rispetto a quello originario, l'edificio mostra ancora oggi almeno esternamente la struttura originaria a corte racchiusa dall'edificio centrale, le due ali laterali e il muro perimetrale con cancello d'ingresso.  Dell'oratorio edificato dal vescovo Farnese invece non rimane più traccia.